# Stalag XII C
Das Stalag XII C Wiebelsheim für kriegsgefangene Mannschaften und Unteroffiziere bestand vom April 1940 bis zum September 1941.
Es unterstand dem Kommandeur der Kriegsgefangenen im Wehrkreis XII (Wiesbaden). Das Lager wurde zur Aufnahme von Gefangenen des Frankreichfeldzuges 1940 eingerichtet. Mit der Auflösung des Lagers wurden die Gefangenen auf die Stalag XII A (Limburg an der Lahn/Diez) und Stalag XII D (Trier-Petrisberg) verteilt.